# Führerschein ab 16
Unter Führerschein ab 16 versteht man meist einen Führerschein in der Europäischen Union.
Beim deutschen Führerschein dürfen ab einem Alter von 16 Jahren die Führerscheine der Klasse AM (bereits ab 15 Jahren) und A1 erworben werden. Mit diesen Führerscheinen dürfen nicht nur gewisse zweirädrige Fahrzeuge (z. B. klassischer Roller mit 50 ccm oder Motorrad mit 125 ccm) geführt werden, sondern auch gewisse drei- und vierrädrige Fahrzeuge. Letztere können ganzjährig gefahren werden und bieten etwas mehr Sicherheit für den Fahrer.
Zu den vierrädrigen Fahrzeugen (Führerschein AM, EG-Fahrzeugklasse L7e) gehören solche, die eine Höchstgeschwindigkeit von 45 km/h haben. Bei dreirädrigen Fahrzeugen liegt die Begrenzung nicht bei der Geschwindigkeit, sondern bei der Motorleistung von 15 kW. Damit können Fahrzeuge durchaus 90 km/h fahren.
Beispiele für solche Fahrzeuge bis 45 km/h sind Renault Twizy und Fahrzeuge von Aixam.
Ein Beispiel für ein dreirädriges Fahrzeug (Führerschein A1, EG-Fahrzeugklasse L5e) ist der Ellenator. Ein Ellenator ist meist ein normales Fahrzeug, bei dem die Hinterräder in einem Abstand von etwa 46 Zentimeter montiert wurden. Genau dann gelten diese Zwillingsreifen als ein Reifen und das Fahrzeug als dreirädrig. Abschließend wird die Motorleistung auf 15 kW gedrosselt. Bei kleinen Autos genügt dies, um zügig fahren zu können. Der Vorteil ist, dass man ein vollständiges Fahrzeug mit allen Sicherheitsmerkmalen erhält. Nachteile sind die Kippgefahr durch den hinteren engen Radstand und die relativ hohen Umbaukosten.